# Élections législatives de 1919 en Charente
Les élections législatives de 1919 ont eu lieu le 16 novembre 1919.

## Élus
|   | Député élu              |  | Groupe parlementaire                |
| - | ----------------------- |  | ----------------------------------- |
| 1 | James Hennessy          |  | Gauche républicaine et démocratique |
| 2 | Georges Géo-Gérald      |  | Républicains de gauche              |
| 3 | Maurice Raynaud         |  | Parti radical et radical-socialiste |
| 4 | Paul Mairat             |  | Gauche républicaine et démocratique |
| 5 | Jacques Poitou-Duplessy |  | Entente républicaine démocratique   |
| 6 | Jean Hennessy           |  | Républicain socialiste              |

## Résultats à l'échelle du département

### Par listes
| Listes         | Listes                                                | Premier tour | Premier tour | Sièges |
| Listes         | Listes                                                | Voix         | %            | Sièges |
| -------------- | ----------------------------------------------------- | ------------ | ------------ | ------ |
|                | Liste d'Union nationale républicaine et agricole      | 26 361       | 37,11        | 4      |
|                | Liste d'Union républicaine clémenciste                | 20 077       | 28,26        | 1      |
|                | Liste républicaine d'Action et de Réformes            | 12 988       | 18,28        | 1      |
|                | Liste socialiste (S.F.I.O), Fédération de la Charente | 10 419       | 14,67        | 0      |
|                |                                                       |              |              |        |
| Inscrits       | Inscrits                                              | 105 241      | 100,00       | 6      |
| Votants        | Votants                                               | 74 305       | 70,60        |        |
| Abstention     | Abstention                                            | 30 396       | 28,88        |        |
| Blancs et nuls | Blancs et nuls                                        | 3 372        | 4,40         |        |
| Exprimés       | Exprimés                                              | 71 033       | 95,60        |        |

### Par candidats
| Candidat       | Candidat                | Tendance            | Voix    | %      |
| -------------- | ----------------------- | ------------------- | ------- | ------ |
|                | James Hennessy          | ARD                 | 29 591  | 41,66  |
|                | Georges Géo-Gérald      | ARD                 | 27 072  | 38,11  |
|                | Antoine Babaud-Lacroze  | ARD                 | 25 289  | 35,60  |
|                | Maurice Raynaud         | PRRRS               | 25 789  | 36,31  |
|                | Paul Mairat             | Radical indépendant | 26 321  | 37,05  |
|                | Barraud                 | PRRRS               | 24 107  | 33,94  |
|                |                         |                     |         |        |
|                | Lazare Weiler           | ARD                 | 20 570  | 28,96  |
|                | Fougère                 | ARD                 | 19 314  | 27,19  |
|                | Condé                   | ARD                 | 19 580  | 27,56  |
|                | De Dampierre            | FR                  | 20 042  | 28,22  |
|                | Filloux                 | FR                  | 20 151  | 28,37  |
|                | Jacques Poitou-Duplessy | FR                  | 20 805  | 29,29  |
|                |                         |                     |         |        |
|                | Jean Hennessy           | PRS                 | 16 222  | 22,84  |
|                | Fays                    | PRS                 | 12 129  | 17,08  |
|                | Gelinet                 | PRS                 | 11 830  | 16,65  |
|                | Landry                  | PRS                 | 11 773  | 16,57  |
|                |                         |                     |         |        |
|                | Jean Antoine            | SFIO                | 11 033  | 15,53  |
|                | Couffy Busy             | SFIO                | 10 437  | 14,69  |
|                | Chambas                 | SFIO                | 10 507  | 14,79  |
|                | Dardillat               | SFIO                | 10 141  | 14,28  |
|                | Lamy                    | SFIO                | 10 446  | 14,71  |
|                | Reduron                 | SFIO                | 9 951   | 14,01  |
|                |                         |                     |         |        |
| Inscrits       | Inscrits                | Inscrits            | 105 241 | 100,00 |
| Votants        | Votants                 | Votants             | 74 305  | 70,60  |
| Abstentions    | Abstentions             | Abstentions         | 30 396  | 28,88  |
| Blancs et nuls | Blancs et nuls          | Blancs et nuls      | 3 372   | 4,40   |
| Exprimés       | Exprimés                | Exprimés            | 71 033  | 95,60  |